# La Valette (Isère)
La Valette – miejscowość i gmina we Francji, w regionie Owernia-Rodan-Alpy, w departamencie Isère.
Według danych na rok 1990 gminę zamieszkiwały 32 osoby, a gęstość zaludnienia wynosiła 4 osób/km² (wśród 2880 gmin regionu Rodan-Alpy Valette plasuje się na 1584. miejscu pod względem liczby ludności, natomiast pod względem powierzchni na miejscu 1280.).